# Testudinidae
Los testudínidos (Testudinidae) son una familia de tortugas terrestres herbívoras. Se puede encontrar tortugas de esta familia en todos los continentes, excepto en Oceanía y en la Antártida. Algunas de sus especies alcanzan tamaños gigantescos, como la tortuga gigante de Aldabra o la tortuga de las Galápagos.
Las tortugas pueden variar en tamaño con algunas especies, como la Tortuga gigante de las Galápagos, creciendo hasta más de 1,2 metros (3,9 pies) de longitud, mientras que otras como la Tortuga de capa moteada tienen caparazones que miden sólo 6,8 centímetros (2,7 plg) de largo.  Varios linajes de tortugas han evolucionado de forma independiente a tamaños corporales muy grandes de más de 100 kg, incluyendo la Tortuga gigante de las Galápagos y la Tortuga gigante de Aldabra. Suelen ser animales diurnos con tendencias a ser crepusculares, dependiendo de las temperaturas ambientales. Generalmente son animales reclusivos. 

## Taxonomía
Incluye los siguientes géneros y especies:
- Género Aldabrachelys
  - †Aldabrachelys abrupta (Grandidier, 1868).
  - Aldabrachelys gigantea (Schweigger, 1812).[3]
    - Aldabrachelys gigantea gigantea (Schweigger, 1812).
    - Aldabrachelys gigantea arnoldi (Bour, 1982).
    - †Aldabrachelys gigantea daudinii (Duméril & Bibron,1835).
    - Aldabrachelys gigantea hololissa (Günther, 1877).

  - †Aldabrachelys grandidieri (Vaillant, 1885).
- Género Astrochelys
  - Astrochelys radiata (Shaw, 1802).
  - Astrochelys yniphora (Vaillant, 1885).
- Género Centrochelys
  - Centrochelys sulcata (Miller, 1779).
- Género Chelonoidis
  - †Chelonoidis alburyorum (Franz & Franz, 2009).[4][5][6][7]
  - Chelonoidis carbonaria (Spix, 1824).
  - Chelonoidis chilensis (Gray, 1870).
  - †Chelonoidis cubensis (Leidy, 1868).[6][8][9]
  - Chelonoidis denticulata (Linnaeus, 1766).
  - †Chelonoidis dominicensis (Albury et al., 2018).[4][7]
  - †Chelonoidis marcanoi (Turvey et al., 2017).[6][10]
  - †Chelonoidis monensis (Williams, 1952).[6][11]
  - Chelonoidis niger (Quoy & Gaimard, 1824).[12][7][13]
    - †Chelonoidis abingdonii (Günther, 1877).
    - Chelonoidis niger becki (Rothschild, 1901).
    - Chelonoidis niger chathamensis (van Denburgh, 1907).
    - Chelonoidis niger darwini (van Denburgh, 1907).
    - Chelonoidis niger donfaustoi (Poulakakis et al., 2015).
    - Chelonoidis niger duncanensis (Garman, 1996).
    - Chelonoidis niger hoodensis (van Denburgh, 1907).
    - Chelonoidis niger phantastica (van Denburgh, 1907).
    - †Chelonoidis niger niger (Quoy & Gaimard, 1824).
    - Chelonoidis niger porteri (Rothschild, 1903).
    - Chelonoidis niger vicina (Günther, 1874).

  - †Chelonoidis sombrerensis (Leidy, 1868).[6][9]
- Género Chersina
  - Chersina angulata (Schweigger, 1812).
- Género Geochelone
  - Geochelone elegans (Schoepff, 1795).
  - Geochelone platynota (Blyth, 1863).
- Género Gopherus
  - Gopherus agassizii (Cooper, 1861).
  - Gopherus berlandieri (Agassiz, 1857).
  - Gopherus evgoodei (Edwards et al., 2016).
  - Gopherus flavomarginatus (Legler, 1959).
  - Gopherus Gopherus morafkai (Murphy et al., 2011).
  - Gopherus polyphemus (Daudin, 1802).
- Género Homopus
  - Homopus areolatus (Thunberg, 1787).
  - Homopus boulengeri (Duerden, 1906).
  - Homopus femoralis (Boulenger, 1888).
  - Homopus signatus (Gmelin, 1789).
  - Homopus solus (Branch, 2007).
- Género Indotestudo
  - Indotestudo elongata (Blyth, 1854).
  - Indotestudo forstenii (Schlegel & Müller, 1844).
  - Indotestudo travancorica (Boulenger, 1907).
- Género Kinixys
  - Kinixys belliana (Gray, 1831).
  - Kinixys erosa (Schweigger, 1812).
  - Kinixys homeana (Bell, 1827).
  - Kinixys lobatsiana (Power, 1927).
  - Kinixys natalensis (Hewitt, 1935).
  - Kinixys nogueyi (Lataste, 1886).
  - Kinixys spekii (Gray, 1863).
  - Kinixys zombensis (Hewitt, 1931).
- Género Malacochersus
  - Malacochersus tornieri (Siebenrock, 1903).
- Género Manouria
  - Manouria emys (Schlegel & Müller, 1844).
  - Manouria impressa (Günther, 1882).
- Género Psammobates
  - Psammobates geometricus (Linnaeus, 1758).
  - Psammobates oculiferus (Kuhl, 1820).
  - Psammobates tentorius (Bell, 1828).
- Género Pyxis
  - Pyxis arachnoides (Bell, 1827).
  - Pyxis planicauda (Grandidier, 1867).
- Género Stigmochelys
  - Stigmochelys pardalis (Bell, 1828).
- Género Testudo
  - Testudo graeca (Linnaeus, 1758).
  - Testudo hermanni (Gmelin, 1789).
  - Testudo horsfieldii (Gray, 1844).
  - Testudo kleinmanni (Lortet, 1883).
  - Testudo marginata (Schoepff, 1792).

Incluye además los siguientes taxones fósiles:
- Género †Cylindraspis (Fitzinger, 1835):
  - Cylindraspis indica (Schneider, 1783) - Tortuga gigante de Reunión.
  - Cylindraspis inepta (Günther, 1873) - Tortuga gigante de cuello largo de Mauricio.
  - Cylindraspis triserrata (Günther, 1873) - Tortuga gigante de Mauricio.
  - Cylindraspis vosmaeri (Suckow, 1798) - Tortuga gigante de cuello largo de Rodrigues.
  - Cylindraspis peltastes (Dumeril & Bibron, 1835) - Tortuga gigante de Rodrigues.

- Género †Achilemys (Hay, 1908).
- Género †Alatochelon Pérez-García et al. 2020.[15]
- Género †Cheirogaster (Bergounioux, 1935).
- Género †Dithyrosternon (Pictet, 1857).
- Género †Ergilemys (Chkhikvadze, 1972).
- Género †Floridemys (Williams, 1950).
- Género †Hadrianus (Cope, 1872).
- Género †Hesperotestudo (Williams, 1950).
- Género †Impregnochelys (Meylan & Auffenberg, 1986).
- Género †Kansuchelys (Yeh, 1963).
- Género †Megalochelys (Falconer & Cautley, 1837)
- Género †Namibchersus (de Lapparent de Broin, 2003).
- Género †Oligopherus (Hutchison, 1996).
- Género †Paleotestudo (de Lapparent de Broin, 2000).
- Género †Sinohadrianus (Ping, 1929).
- Género †Stylemys (Leidy, 1851).
- Género †Solitudo Valenti et al. 2022.[16]
- Género †Titanochelon (Pérez-García & Vlachos, 2014).
- Género †Fontainechelon (Pérez-García et al., 2016).
- Género †Pelorochelon (Pérez-García et al., 2016).
- Género †Taraschelon (Pérez-García, 2016).
- Género †Floridemys (Williams, 1950).